# Ван Мале, Адри
Адриа́нюс (Адри) ван Ма́ле (нидерл. Adrianus "Adri" van Male; 7 октября 1910, Филиппине, Зеландия — 11 октября 1990, Роттердам, Южная Голландия) — нидерландский футбольный вратарь. На протяжении всей своей карьеры выступал за роттердамский «Фейеноорд», в составе которого дважды становился чемпионом страны и дважды выигрывал Кубок Нидерландов.
В составе национальной сборной Нидерландов провёл 15 матчей.

## Биография
Адри ван Мале родился 7 октября 1910 года в Филиппине, что в провинции Зеландия. Когда ему было 2 года, его семья переехала в Роттердам.
Ещё в детстве, до своей футбольной карьеры, Адри начал болеть за футбольный клуб «Фейеноорд», в возрасте 17-ти лет он пришёл в эту команду и уже через 3 года дебютировал в основе клуба, за который выступал на протяжении 10 лет, до ухода из футбола в 1940 году из-за травмы.
В сборной Нидерландов ван Мале дебютировал 20 марта 1932 года в гостевом матче с командой Бельгии, в которой голландцы победили 4:1. В общей сложности за «оранжевых» ван Мале провёл 15 матчей, в нескольких из которых он был капитаном команды.

## Статистика

### Матчи ван Мале за сборную Нидерландов
| Матчи ван Мале за сборную Нидерландов | Матчи ван Мале за сборную Нидерландов | Матчи ван Мале за сборную Нидерландов | Матчи ван Мале за сборную Нидерландов | Матчи ван Мале за сборную Нидерландов | Матчи ван Мале за сборную Нидерландов |
| ------------------------------------- | ------------------------------------- | ------------------------------------- | ------------------------------------- | ------------------------------------- | ------------------------------------- |
| №                                     | Дата                                  | Соперник                              | Счёт                                  | Пропущено голов                       | Соревнование                          |
| 1                                     | 20 марта 1932                         | Бельгия                               | 4:1                                   | 1                                     | Товарищеский матч                     |
| 2                                     | 17 апреля 1932                        | Бельгия                               | 2:1                                   | 1                                     | Товарищеский матч                     |
| 3                                     | 11 марта 1934                         | Бельгия                               | 9:3                                   | 3                                     | Товарищеский матч                     |
| 4                                     | 8 апреля 1934                         | Ирландия                              | 5:2                                   | 2                                     | Чемпионат мира 1934 (отбор)           |
| 5                                     | 3 мая 1936                            | Бельгия                               | 1:1                                   | 1                                     | Товарищеский матч                     |
| 6                                     | 28 ноября 1937                        | Люксембург                            | 4:0                                   | —                                     | Чемпионат мира 1938 (отбор)           |
| 7                                     | 27 февраля 1938                       | Бельгия                               | 7:2                                   | 2                                     | Товарищеский матч                     |
| 8                                     | 3 апреля 1938                         | Бельгия                               | 1:1                                   | 1                                     | Чемпионат мира 1938 (отбор)           |
| 9                                     | 21 мая 1938                           | Шотландия                             | 1:3                                   | 3                                     | Товарищеский матч                     |
| 10                                    | 5 июня 1938                           | Чехословакия                          | 0:3                                   | 3                                     | Чемпионат мира 1938                   |
| 11                                    | 23 октября 1938                       | Дания                                 | 2:2                                   | 2                                     | Товарищеский матч                     |
| 12                                    | 26 февраля 1939                       | Венгрия                               | 3:2                                   | 2                                     | Товарищеский матч                     |
| 13                                    | 19 марта 1939                         | Бельгия                               | 4:5                                   | 5                                     | Товарищеский матч                     |
| 14                                    | 31 марта 1940                         | Люксембург                            | 4:5                                   | 5                                     | Товарищеский матч                     |
| 15                                    | 21 апреля 1940                        | Бельгия                               | 4:2                                   | 1                                     | Товарищеский матч                     |

Итого: 15 матчей / пропущено 32 гола; 8 побед, 3 ничьи, 4 поражения.